# 알람타 SC
알람타 SC(아랍어: نادي الرمثا الرياضي, Al-Ramtha SC)는 아르람타(Ar Ramtha)를 연고로 하는 요르단의 축구단이다.

## 우승
- 요르단 프로리그: 1981, 1982
- 요르단 FA컵: 1991, 1992
- 요르단 FA 실드: 1989–90, 1990–91, 1993–94, 1996–97, 2001–02
- 요르단 슈퍼컵: 1983, 1990

## 선수 명단

### 현역
참고: FIFA 자격 규정에 따라 소속된 국가대표팀 국기를 표시합니다. 선수는 복수의 FIFA 비회원국 국적을 가지고 있을 수 있습니다.
| 번호 | 포지션 | 국적   | 이름              |
| ---- | ------ | ------ | ----------------- |
| 2    | DF     | 시리아 | 요시에프 모하마드 |

| 번호 | 포지션 | 국적 | 이름 |
| ---- | ------ | ---- | ---- |

### 역대
틀:알람타 SC 선수 명단